# Axe historique

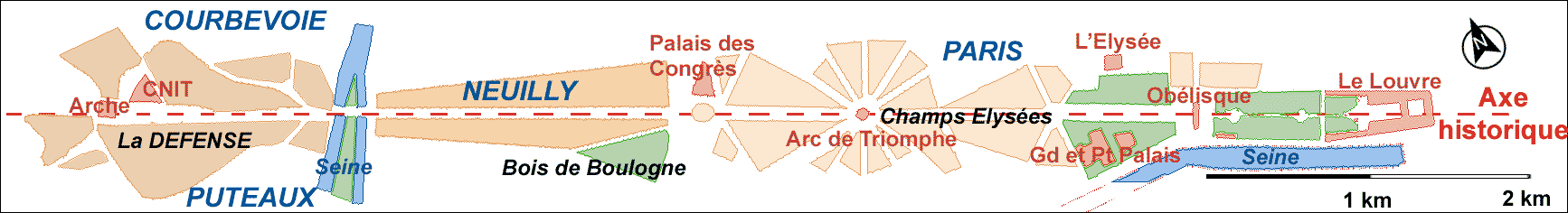
Illustration som visar axelns sträckning.

Axe historique (franska, historiska axeln) är en tänkt rak linje genom ett antal monument, byggnader och genomfartsleder i Frankrikes huvudstad  Paris, från Louvren till stadsdelen La Défense i väster.

## Sträckning
Axeln har sin början i konstmuseet Louvren, placerat centralt i staden intill floden Seine. Från Louvren och dess glaspyramid på den öppna borggården sträcker sig axeln över Place du Carrousel där Arc de Triomphe de Carrousel finns placerad. Vidare passerar axeln genom Tuilerieträdgården som når fram till Place de la Concorde med Luxorobelisken i centrum. Här tar avenyn Champs-Élysées sin början och sträcker sig hela vägen fram till Place Charles de Gaulle där Triumfbågen står. Därifrån förlängs axeln, via Neuilly, och passerar Seine till sin västra ände vid Grande Arche i La Défense.